# Рут Вилсон
Рут Вилсон (енгл. Ruth Wilson; 13. јануар 1982. у Ешфорду) енглеска је филмска, телевизијска и позоришна глумица.
Прву значајнију улогу остварила је у мини-серији Џејн Ејр из 2006. године и била је номинована за награде БАФТА, Сателит и Златни глобус за најбољу глумицу у мини-серији.
Након успеха са Џејн Ејр, Вилсонова је наступила у ТВ серији Обрачун у предграђу, а 2009. године играла је главну улогу у ТВ филму Мало острво. Од 2010. године наступа у Би-Би-Си-јевој криминалистичкој драми Лутер, а од 2014. године игра главну улогу у серији Афера, која јој је донела награду Златни глобус за најбољу главну женску улогу у драмској серији. Такође је наступила у филмовима Ана Карењина (2012), Усамљени ренџер, Спасавање господина Банкса (2013), Опасан позив (2014) и Француски апартман (2015).
Вилсонова је цењена позоришна глумица у Уједињеном Краљевству и двострука добитница Награде Лоренс Оливије за изведбе у представама Трамвај звани жеља и Ени Кристи у позоришту „Донмар“ у Лондону. Године 2015. била је номинована за награду Тони у категорији "Најбоља главна глумица у позоришној представи" за улогу у драми Сазвежђа.

## Филмографија
| Улоге у филмовима   |                            |               |               |                                                                                    |
| Година              | Српски назив               | Изворни назив | Улога         | Напомена                                                                           |
| Година              | Српски назив               | Изворни назив | Улога         | Напомене                                                                           |
| 2007.               | Склањај се са моје земље   |               | жена          | кратки филм                                                                        |
| 2007.               | Прогањање Мери             |               | млада Мери    | ТВ филм                                                                            |
| 2007.               | Право лето                 |               | Мери/Џералдин | ТВ филм                                                                            |
| 2008.               | Доктор који чује гласове   |               | Рут           | ТВ филм                                                                            |
| 2009.               | Мало острво                |               | Квини         | ТВ филм                                                                            |
| 2012.               | Ана Карењина               |               | Бетси         |                                                                                    |
| 2013.               | Усамљени ренџер            |               | Ребека Рид    |                                                                                    |
| 2013.               | Спасавање господина Банкса |               | Маргарет Гоф  |                                                                                    |
| 2014.               | Опасан позив               |               | Катрина       |                                                                                    |
| 2015.               | Француски апартман         |               | Мадлен        |                                                                                    |
| Улоге у ТВ серијама |                            |               |               |                                                                                    |
| 2006.               | Џејн Ејр                   |               | Џејн Ејр      | 4 епизоде номинација - Златни глобус за најбољу глумицу у мини-серији или ТВ филму |
| 2006–2007           | Обрачун у предграђу        |               | Џул Дајмонд   | 10 епизода                                                                         |
| 2007.               | Марпл                      |               | Џорџина Бароу | епизода:                                                                           |
| 2008.               | Замрзавање                 |               | Алисон Фенел  | епизода:                                                                           |
| 2009.               | Затвореник                 |               | 313/Сара      | 6 епизода                                                                          |
| 2010–2013           | Лутер                      |               | Алис Морган   | 9 епизода                                                                          |
| 2014-               | Афера                      |               | Алисон Бејли  | 10 епизода Златни глобус за најбољу главну женску улогу у драмској серији          |